# Atletica leggera ai Giochi della XXIX Olimpiade - Lancio del giavellotto maschile

Video della Finale

Ai Giochi della XXIX Olimpiade, tenutisi a Pechino nel 2008, la competizione del lancio del giavellotto maschile si è svolta il 21 e il 23 agosto presso lo Stadio nazionale di Pechino.

## Presenze ed assenze dei campioni in carica
| Competizione         | Atleta              | Prestazione | Pechino 2008 |
| -------------------- | ------------------- | ----------- | ------------ |
| Olimpiadi 2004       | Andreas Thorkildsen | 86,50 m     | Presente     |
| Commonwealth 2006    | Nicholas Nieland    | 80,10 m     | Assente      |
| Europei 2006         | Andreas Thorkildsen | 88,78 m     | Presente     |
| Coppa del mondo 2006 | Andreas Thorkildsen | 87,17 m     | Presente     |
| Africani 2007        | John R. Oosthuizen  | 78,05 m     | Presente     |
| Mondiali 2007        | Tero Pitkämäki      | 90,33 m     | Presente     |
|                      |                     |             |              |
| Mondiali junior 2004 | Aleksej Tovarnov    | 79,38 m     | Non selez.   |

1. ↑  Sotto la bandiera della Norvegia.

## Gara
Il miglior lancio di qualificazione è di Vadims Vasilevskis, con 83,51 metri.

Rimane fuori dai dodici Sergej Makarov, che si ferma a 72,47 metri.
In finale parte bene il finlandese Jarvenpaa con 83,95. Il più famoso Pitkamaki lo imita a 83,75. Ma il miglior lancio è di Thorkildsen, che scaglia l'attrezzo a 84,72.
Al secondo turno si migliora a 85,91. Pitkamaki fa un nullo e poi un lancio inferiore agli 81 metri: sembra accusare il colpo. Ma al quarto turno viene fuori con 85,83, con cui scavalca Jarvenpaa e si pone all'inseguimento del capolista.
Che non si fa pregare a tirare fuori il lancio migliore della giornata: 90,57 alla quinta prova (nuovo record olimpico, a meno di un metro dal suo personale). La gara è chiusa.
All'ultimo turno i due finlandesi vengono sorpresi dal lettone Kovals, fino a quel momento sesto, che dà una spallata a 86,64 (record personale) e sale direttamente al secondo posto. Pitkamaki riesce a migliorarsi a 86,16, ma ottiene solo la conferma del terzo posto.

## Risultati
La misura di qualificazione è fissata a 82,50 m.

Tre atleti ottengono la misura richiesta. Vengono ripescati i 9 migliori lanci.

### Finale
Sabato, 23 agosto alle ore 19:10, Stadio nazionale di Pechino.
| Pos | Paese       | Atleta              | Misura  | Note                          |
| --- | ----------- | ------------------- | ------- | ----------------------------- |
|     | Norvegia    | Andreas Thorkildsen | 90,57 m | Record olimpico               |
|     | Lettonia    | Ainārs Kovals       | 86,64 m | Miglior prestazione personale |
|     | Finlandia   | Tero Pitkämäki      | 86,16 m |                               |
| 4   | Finlandia   | Tero Järvenpää      | 83,95 m |                               |
| 5   | Finlandia   | Teemu Wirkkala      | 83,46 m |                               |
| 6   | Australia   | Jarrod Bannister    | 83,45 m |                               |
| 7   | Russia      | Ilja Korotkov       | 83,15 m |                               |
| 8   | Bielorussia | Uladsimir Kaslou    | 82,06 m |                               |

Legenda:
- RO = Record olimpico;
- RMS = Migliore prestazione mondiale dell'anno;
- RN = Record nazionale;
- RP = Record personale;
- NP = Non sceso in pedana.